# クロアチア海軍

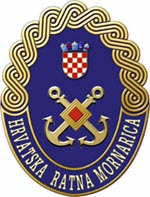
クロアチア海軍

クロアチア海軍（Hrvatska Ratna Mornarica；略称HRM）は、クロアチア共和国軍の海軍組織。

## 組織

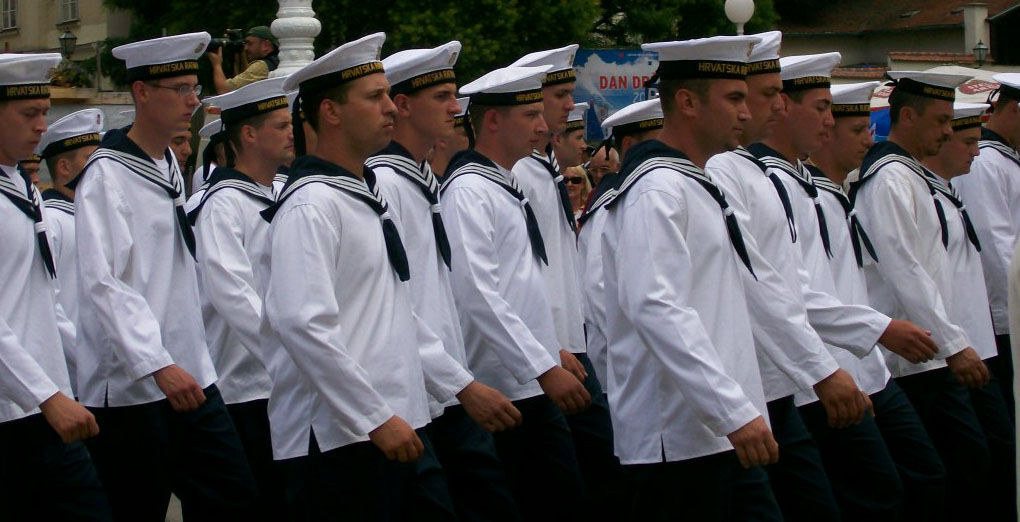
クロアチア海軍の兵士

- 海軍司令部
- 幕僚勤務支援
- クロアチア海軍艦隊
- クロアチア海軍教育・訓練司令部
- 直轄部隊：
  - 第308兵站旅団
  - 第161ロケット師団
  - 第274監視大隊
  - 第365情報大隊
  - 第805信号大隊
  - 第73憲兵大隊
  - 第43工兵大隊
  - 第352海軍爆破中隊
  - 第507化学中隊
  - 第336衛生中隊
  - クロアチア海軍軍楽隊
  - 海軍医学研究所
- 北部海軍軍区
  - 第875歩兵旅団
  - 第411海岸砲中隊
  - 第324兵站中隊
  - 第508化学小隊
  - 第371飛行隊
- 南部海軍軍区
  - 第879歩兵旅団
  - 第415海岸砲中隊
  - 第321兵站中隊
  - 第509化学小隊
  - 第372飛行隊

## 装備

### 艦艇

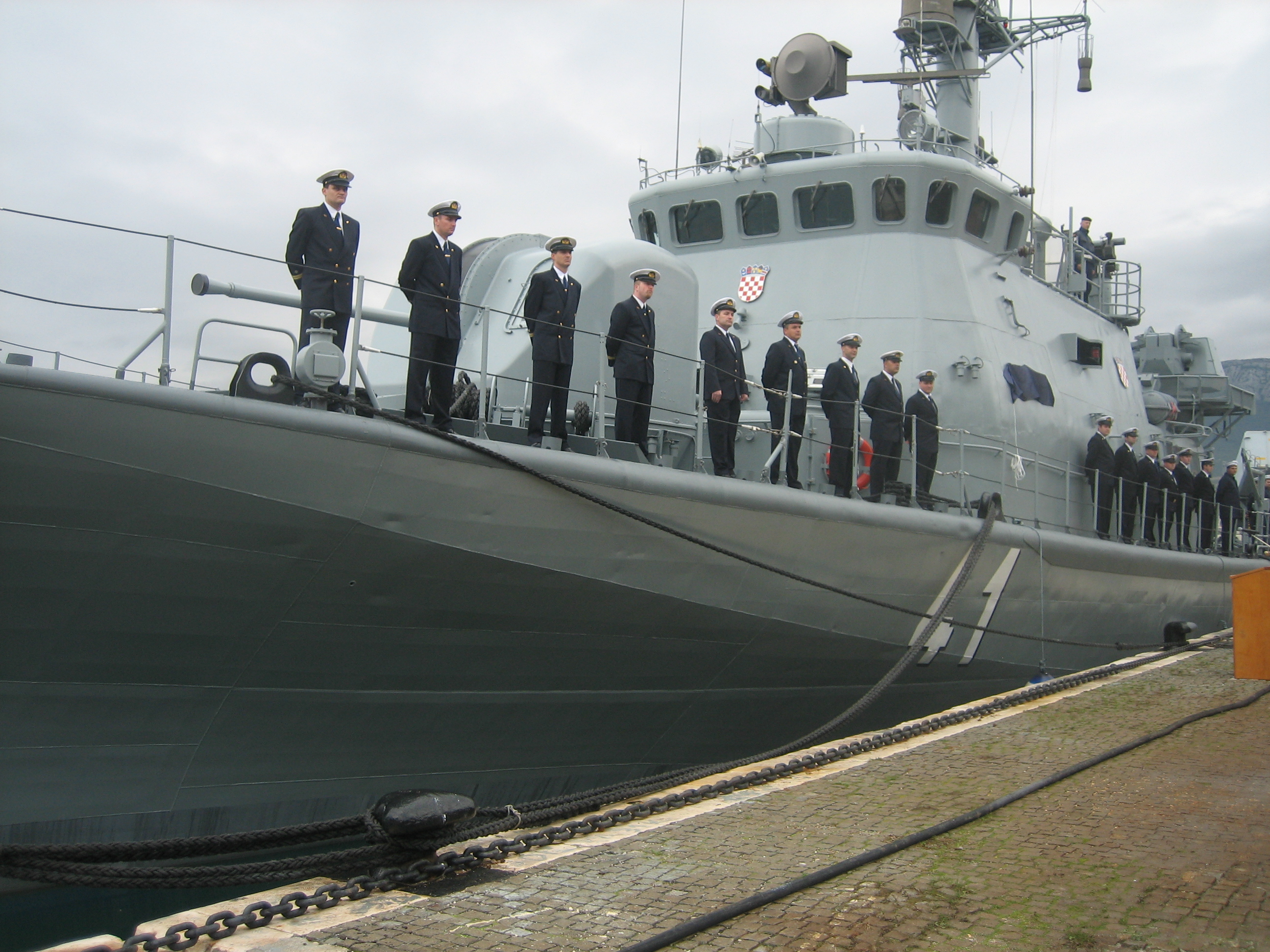
RTOP-41

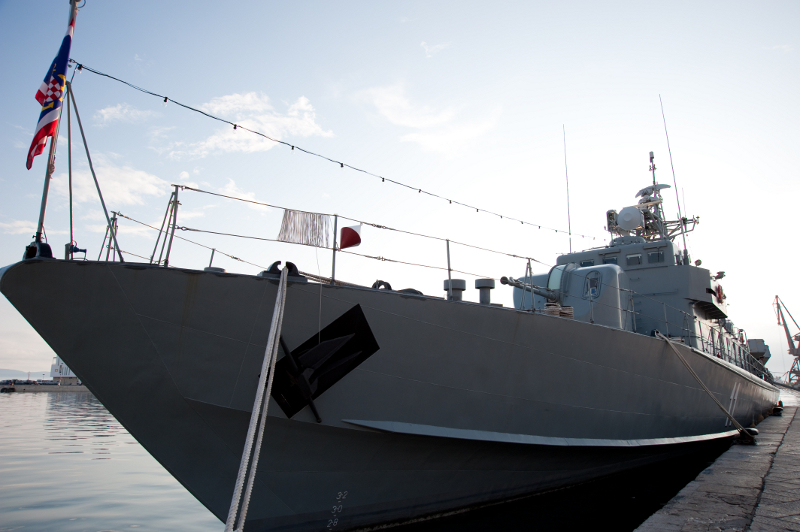
RTOP-11

2011年6月現在。『Jane's Fighting Ships 2011-2012』より。
過去に就役した艦艇については「クロアチア海軍艦艇一覧」を参照。
通常動力型潜水艦
- R-2級[1]×2

ミサイル艇
- Krakj級×2隻

（RTOP11 Kralj Petar Kresimir IV） - 1992年
（RTOP12 Kralj Dmitar Zvonimir） - 2001年
- 旧・芬ヘルシンキ級×2隻

（RTOP41 Vukovar） - 2008年再就役
（RTOP42 Dubrovnik） - 2008年再就役
- Končar級×1

（RTOP21 Sibenik） - 1991年
河川哨戒艇
OB93
戦車揚陸艇（LCT）
- Cetina級×2隻

（DBM81 Cetina） - 1993年
（DBV82 Krka） - 1995年
車両兵員揚陸艇（LCVP）
- 21型×3隻

DJB103-104、107
- 22型×1隻

DJC106
沿岸機雷掃討艇
- MPMB型×1隻

（LM51 Korcula） - 2007年
練習艦
- （Krajica Mora） - 2009年進水

水中作業母船
- 各型×2隻

BRM-81、83
輸送艦
- PT71

特設輸送艦
- PDS-713

港内運送艇
- BMT1型×5隻

BMT1-5
ヨット
- 各型×2隻

Učka、Jadranka

### 陸上装備
- 機動海岸ロケット発射機×3基
- 海岸砲×21門
- 沿岸レーダー×14基

## 旗

?軍艦旗
軍艦用国籍旗
海軍大将旗（階級旗）
海軍中将旗（階級旗）
海軍少将旗（階級旗）